# Rhabdochaeta queenslandica
Rhabdochaeta queenslandica är en tvåvingeart som beskrevs av Hardy och Drew 1996. Rhabdochaeta queenslandica ingår i släktet Rhabdochaeta och familjen borrflugor. Inga underarter finns listade i Catalogue of Life.